# San Antonio Villaflores
San Antonio Villaflores är en ort i Mexiko.   Den ligger i kommunen Las Margaritas och delstaten Chiapas, i den sydöstra delen av landet, 900 km öster om huvudstaden Mexico City. San Antonio Villaflores ligger 1 004 meter över havet och antalet invånare är 253.
Terrängen runt San Antonio Villaflores är kuperad, och sluttar österut. Runt San Antonio Villaflores är det ganska tätbefolkat, med 54 invånare per kvadratkilometer. Närmaste större samhälle är San Isidro el Zapotal, 8,1 km söder om San Antonio Villaflores. I omgivningarna runt San Antonio Villaflores växer huvudsakligen savannskog.